# Église Saint-Germain de La Châtre
Pour les articles homonymes, voir Église Saint-Germain et Saint Germain.
L'église Saint-Germain de La Châtre est une église catholique française. Elle est située sur le territoire de la commune de La Châtre, dans le département de l'Indre, en région Centre-Val de Loire.

## Situation
L'église se trouve dans la commune de La Châtre, au sud-est du département de l'Indre, en région Centre-Val de Loire. Elle est située dans la région naturelle du Boischaut Sud. L'église dépend de l'archidiocèse de Bourges, du doyenné du Boischaut Sud et de la paroisse de La Châtre.

## Histoire

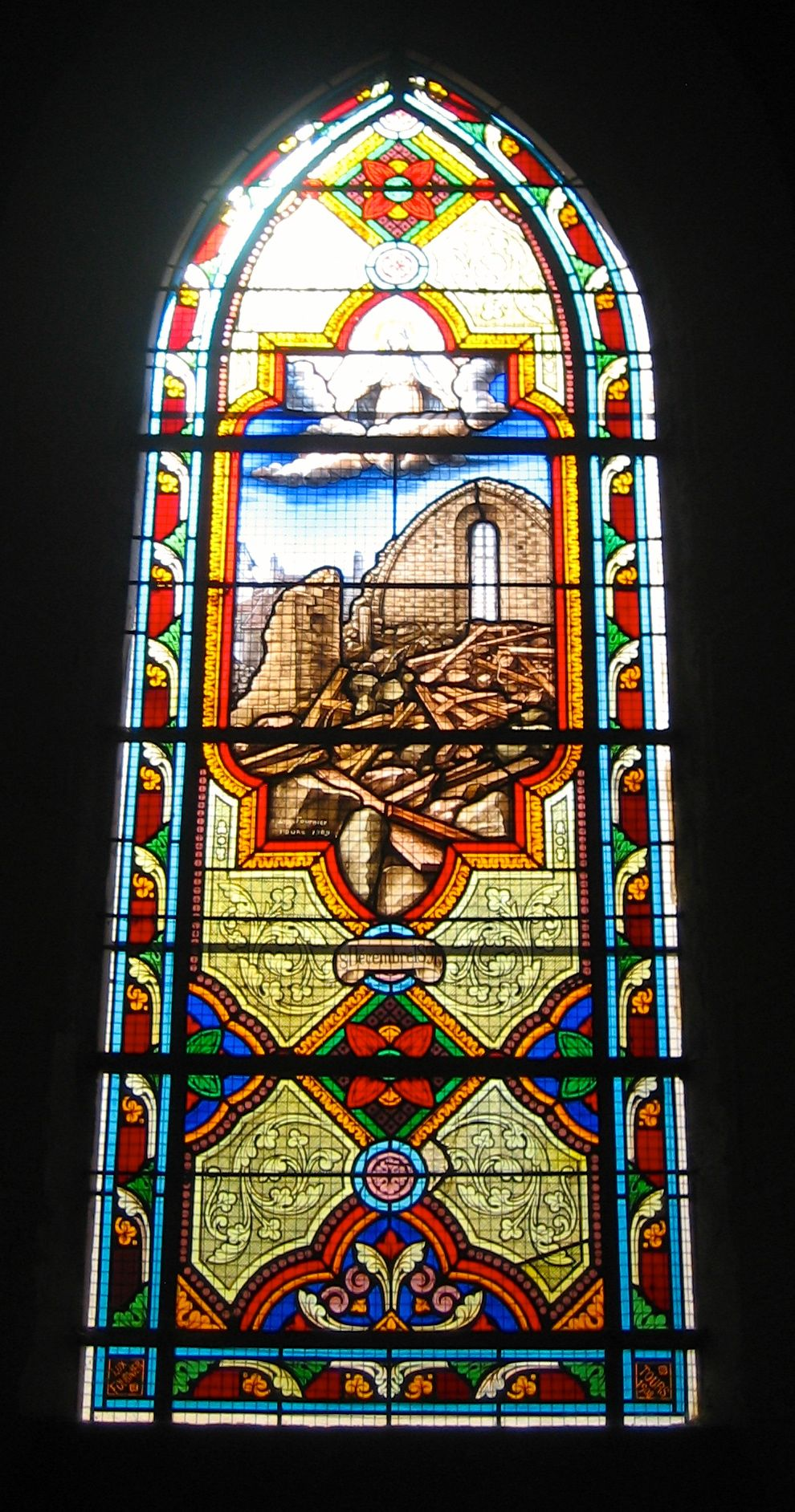
L'écroulement, le 8 décembre 1896.

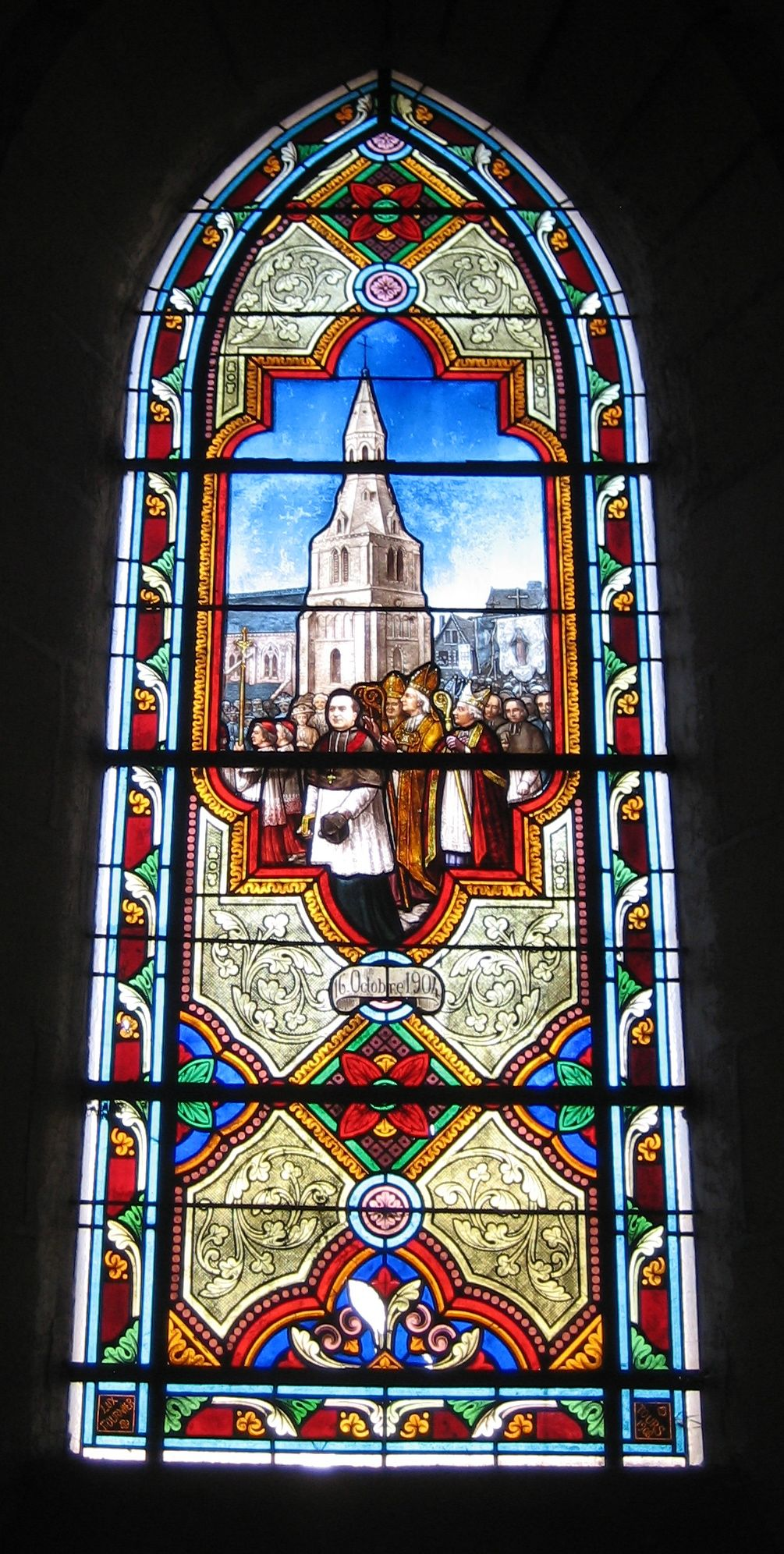
La Consécration, en 1904.

L'église est ancienne. Elle existait certainement, sous une autre forme, à la fin du XIe siècle. Elle a été reconstruite depuis mais le mur sud portait, avant la reconstruction, des fenêtres et des modillons romans, remontant à cette date ; lors de la démolition, des chapiteaux de même époque ont été découverts.
L'église a souffert de la guerre de Cent Ans, des guerres de religion et de la Révolution. Au XIIIe siècle, elle est décrite comme sans couverture et sans voûte. En 1300, le clocher est signalé comme inachevé ; les frais de remise en état sont en majeure partie à la charge des habitants, malgré de nombreux legs et dons. Au XVe siècle, Jean Cœur, fils de Jacques Cœur, archevêque de Bourges, peut consacrer le nouveau chœur (1461).
L'église est, jusqu'au XVIIIe siècle et à la Révolution, à la fois une église collégiale, confiée au chapitre des chanoines de La Châtre, et une église paroissiale, où le service est assuré par le curé. Ce double emploi se reflète dans une division spatiale : le chœur est réservé aux chanoines et aux notables habilités et les simples croyants sont cantonnés dans la nef. La séparation se double d'un partage des responsabilités financières : le chapitre a la responsabilité de l'entretien du chœur ; quant à l'entretien de la nef, il est partagé - deux tiers sont à la charge du chapitre, un tiers à la charge des paroissiens. Les affaires séculaires sont réglées, pour le chapitre, par un chanoine désigné, appelé le syndic du chapitre, et pour la paroisse, par ses représentants à la fabrique de l'église. Le chapitre est composé, au XVIIIe siècle, de huit chanoines prébendés et de quatre chanoines semi-prébendés. Les chanoines du chapitre de La Châtre étaient tous séculiers, et ils habitaient en ville.
Pendant la Révolution, le clocher, qui est alors en bois et pas bien haut, est démonté ; les cloches sont fondues, le bois vendu.
L'église a été reconstruite partiellement à la fin du XIXe siècle. L'histoire est racontée par Jean Gaultier :
« Un généreux anonyme avait fait don pour élever une flèche de pierre sur la tour du clocher, flèche qui s'élève à 52 mètres. Le 3 décembre 1896, le drapeau tricolore est placé tout en haut de la flèche. Mais on s'aperçoit de fissures à la base. Le 8 décembre, juste après le catéchisme, la municipalité invite les riverains à déménager au plus vite. La circulation est interdite près de l'église. Vers 2 heures, la flèche s’écroule. Le côté sud cède en premier, la tour s'ouvre, forme un entonnoir où la flèche s'engouffre. En ville, le bruit de l'écroulement fut semblable à celui d'un tombereau de pavés que l'on décharge.  »
— Jean Gaultier, Histoire de La Châtre en Berry, page 136
Il a fallu démolir aussi le chœur et la vieille nef. Dans un mur de cette dernière, on découvre des poteries acoustiques, de 22 cm de haut sur 12 de diamètre. Le conseil municipal qui avait approuvé les plans de l'architecte Henry Dauvergne en 1885 avait stipulé qu'en cas d'imprévu, rien ne serait à la charge de la ville. L'architecte a donc reconstruit le clocher à ses frais. En revanche, pour le reste de la reconstruction, le conseil de fabrique est sollicité.
L'ancien porche est conservé et restauré. L'église est terminée et consacrée en 1904. Comme on peut le voir sur les deux extraits de cadastres, le premier de 1841, donc avant la reconstruction, le deuxième contemporain, l'emprise de l'église n'a pas été modifiée ; en revanche, la place devant le porche a été considérablement élargie.
La corniche présente une série impressionnante d'environ deux cents modillons. Ils sont en si parfait état de conservation qu'ils ne peuvent provenir de l'église ancienne ; en revanche, ils sont bien de type roman.

## Description
À l'intérieur de l'édifice, on remarque notamment la pietà et deux vitraux qui se font face, près du chœur, l'un illustrant l'écroulement du clocher et l'autre la reconstruction de l'église.

## Galerie de photographies

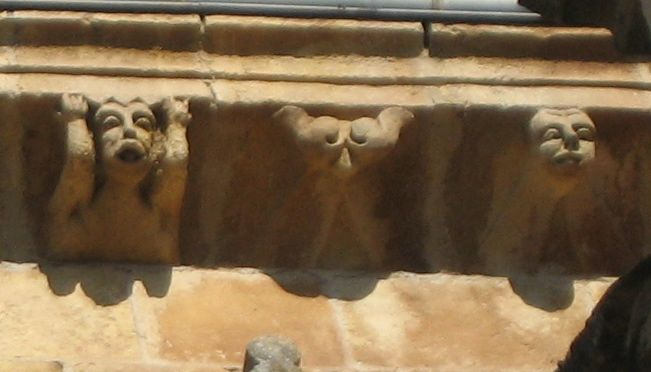
Modillons de la face sud.
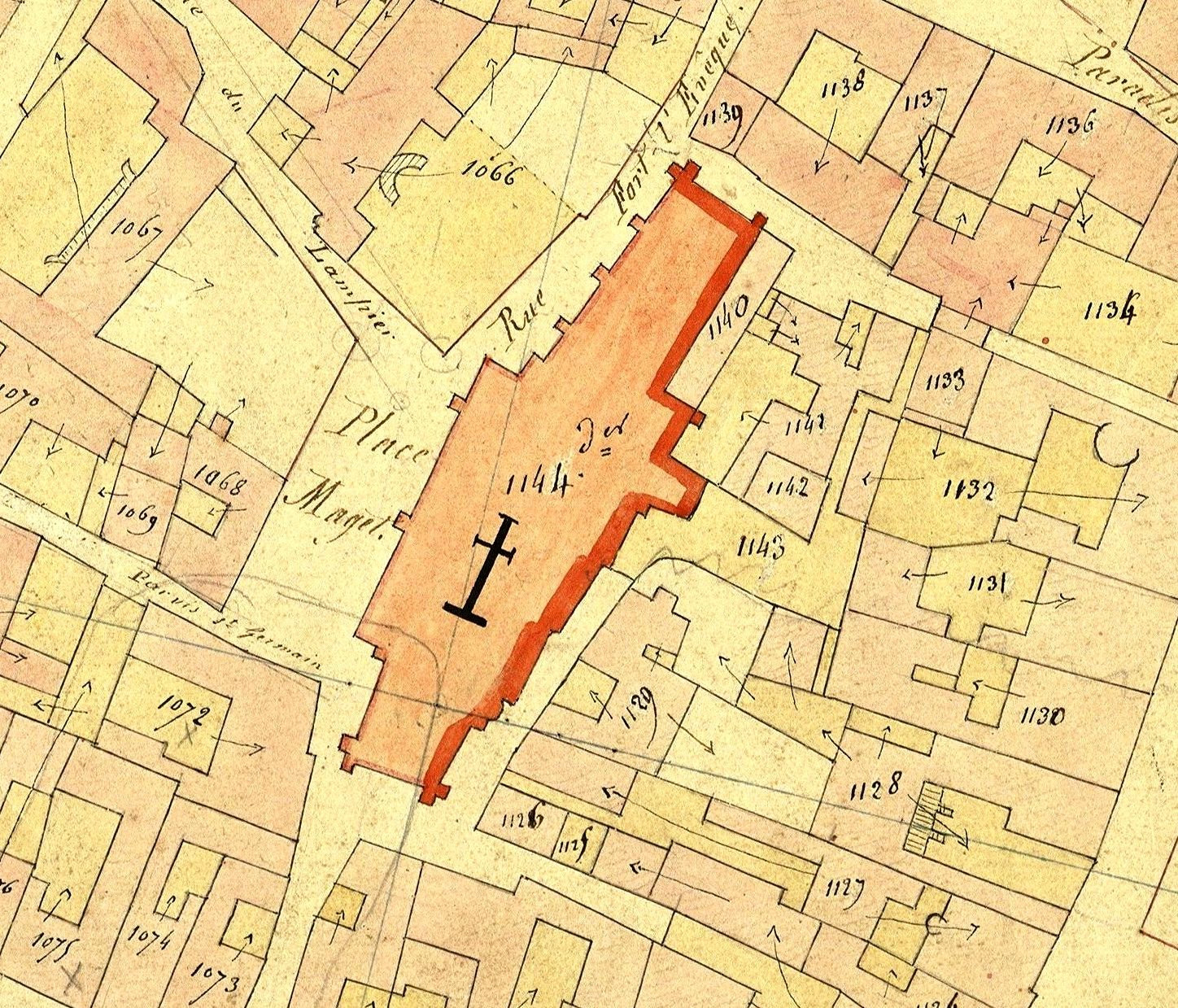
L'emprise de l'église sur le plan cadastral napoléonien.
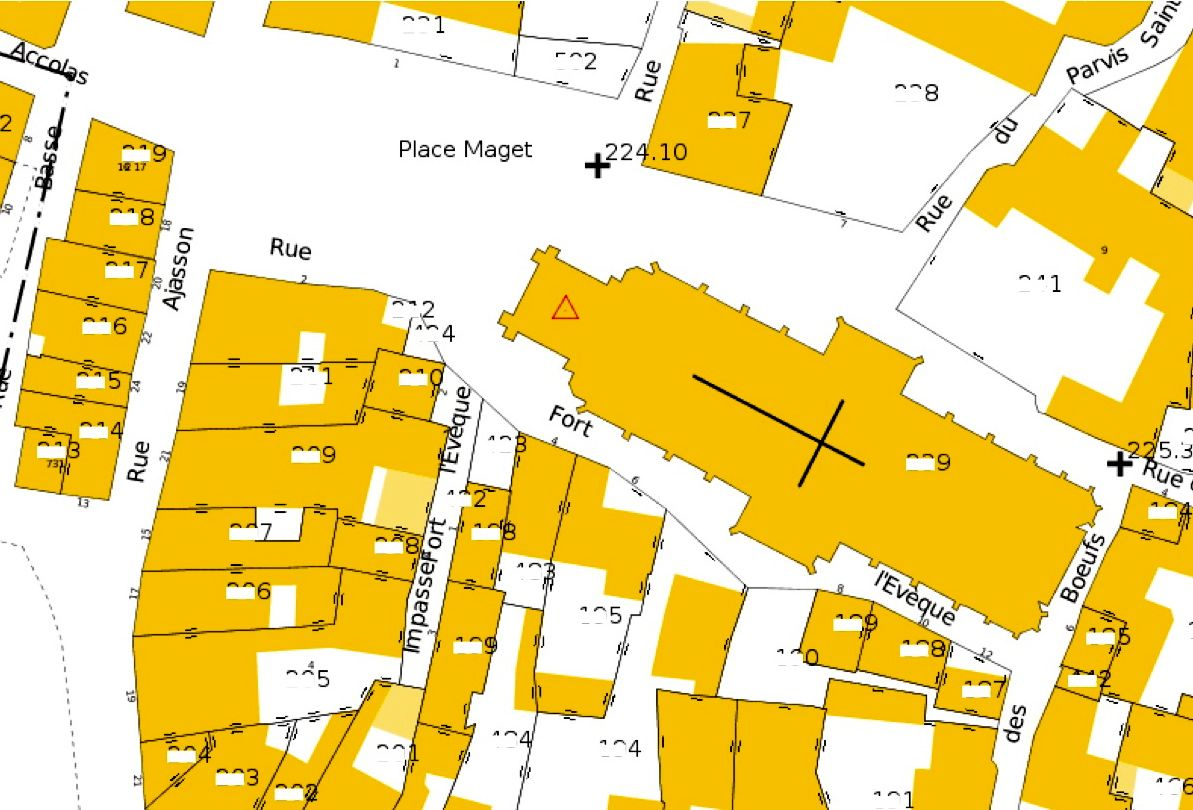
L'emprise de l'église sur le plan cadastral actuel.
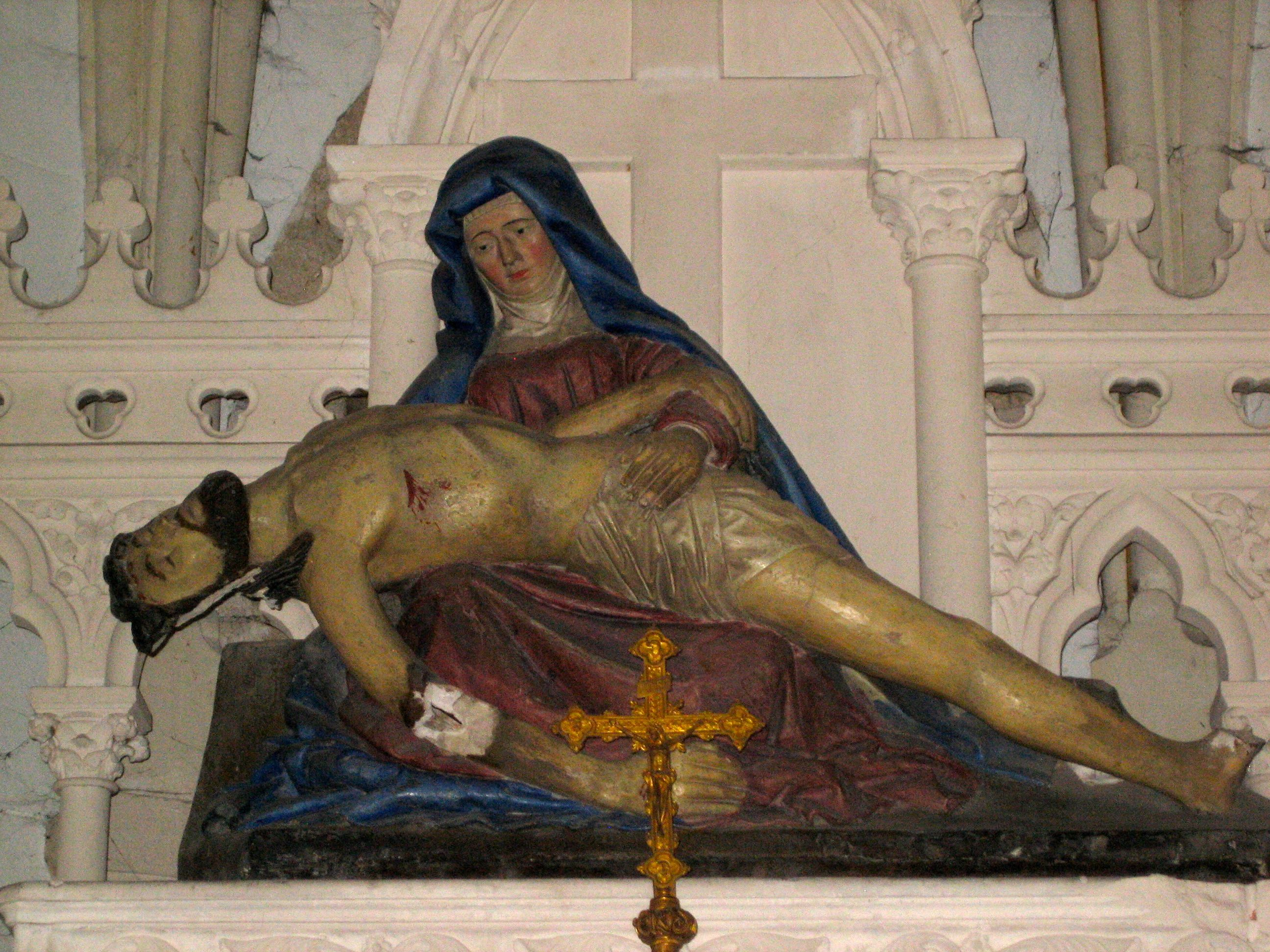
Pietà, en 2012.
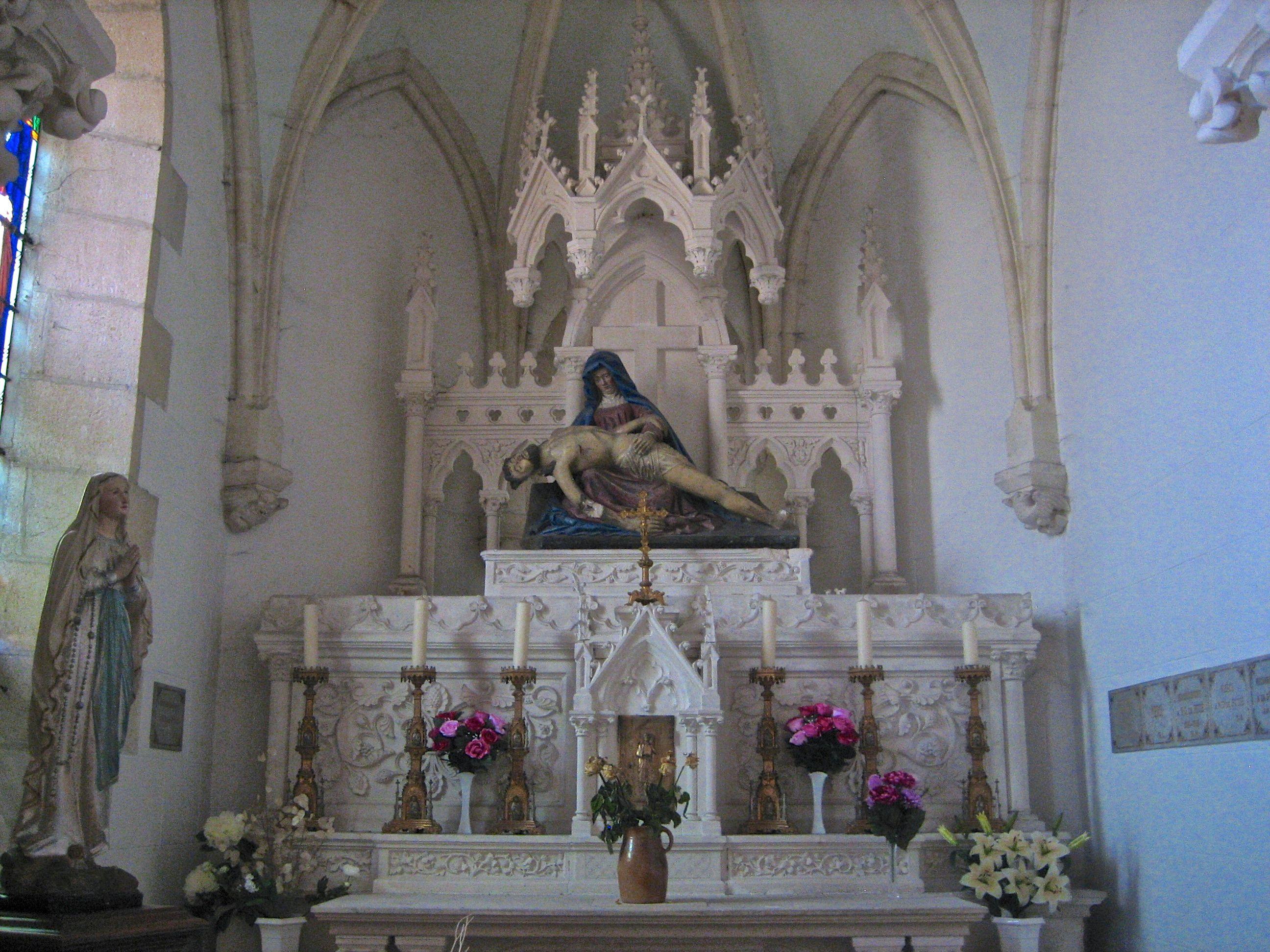
Pietà et autel : cet autel, situé dans une chapelle latérale, était l'autel paroissial.